# Na Vážkách
Na Vážkách je přírodní památka vyhlášená v roce 2017 v Chráněné krajinné oblasti Slavkovský les. Předmětem ochrany je oligotrofní hospodářsky nevyužívaný rybník s druhově bohatým společenstvem vážek, zejména s početnou populací vzácné vážky běloústé (Leucorrhinia albifrons). Zahrnuje jeden rybník ze soustavy dvou, tzv. Komářích rybníků. Rybník je v mapách označován jako Nový rybník. Vyhlášením chráněného území se nic nezměnilo pro obyvatele, kteří se sem chodí rekreovat. Koupání je zde povoleno i nadále. Péčí o území je pověřena správa CHKO Slavkovský les.

## Přírodní poměry
Lokalita leží ve Slavkovském lese zhruba 3,5 km západně od Krásna a Horního Slavkova v okrese Sokolov v Karlovarském kraji, 2,5 km jižně od zaniklé osady Třídomí v katastrálním území Krásno nad Teplou.
Geologické podklad tvoří žuly karlovarského plutonu. Podloží rybníka je písčité, což má za následek vysokou průhlednost vody. Mírnějším sklonem břehů, vyšším osluněním a nižším průtokem vody se rybník odlišuje od horního Komářího rybníka, který není do chráněného území zahrnut. Soustava rybníků sloužila v minulosti, zejména v 16. století, k napájení Puškařovské stoky, která přiváděla vodu do báňských provozů v Horním Slavkově.

### Flóra a fauna
Lokalita se nachází v lesnaté oblasti s převahou smrku, který roste i v blízkém okolí rybníka. V části litorálu se vyskytuje ostřice zobánkatá (Carex rostrata) a ostřice měchýřkatá (Carex vesicaria). Jižní zátoka rybníka plynule přechází do rašeliniště.
Ze zvláště chráněných druhů živočichů se na lokalitě vyskytují vážka běloústá (Leucorrhinia albifrons), ropucha obecná (Bufo bufo), čolek obecný (Lissotriton vulgaris) a čolek horský (Ichtyosaura alpestris). Prioritním zájmem ochrany je vážka běloústá. Pro její výskyt je zásadní zejména způsob hospodaření na rybníku, který významně ovlivňuje kvalitu vody. V roce 2010 zde probíhal intenzivní výzkum této vážky spolu se sledováním výskytu dalších druhů vážek. Žije zde 26 druhů vážek, což je celých 35 % zjištěných na území celé České republiky. Výsledkem bylo i zjištění, nakolik je početnost populace vážky běloústé stabilní. Populace vážek, včetně vzácné vážky běloústé, je vůbec největší v celé republice a činí mnoho tisíc jedinců, pravděpodobně až kolem dvacet tisíc. Tím se stává jednou z největších populací v celé střední Evropě.